# Дёма
Дёма (баш. МФА: Димо файле); также Кугидель (баш. Күгиҙел)) — река в Башкортостане и Оренбургской области, крупный левый приток реки Белой. Устье реки находится на 475-м км по левому берегу от устья Белой, у города Уфы, где по реке назван Дёмский район и железнодорожная станция Дёма.

## Гидрография
Дёма берёт начало на северных склонах Общего Сырта в 2 км к северо-востоку от села Алёшкино Фёдоровского района Башкортостана. Далее течёт по Бугульминско-Белебеевской возвышенности на территории Оренбургской области и вновь по Башкортостану.
Длина реки — 535 км, площадь бассейна — 12 800 км². Среднегодовой расход воды в устье — 35 м³/с. Дёма течёт в широкой долине, сильно петляя, в низовьях — протоки и старицы. Закарстованность бассейна 44 %. Питание реки преимущественно снеговое. На реке расположен город Давлеканово.

## Притоки
(км от устья)

(указана длина рек > 50 км)
- 54 км: Казияз
- 61 км: Уза
- 79 км: Калмашка
- 104 км: Удряк
- 113 км: Балышлы
- 126 км: Большой Удряк (53 км)
- 195 км: Тюлянь (51 км)
- 198 км: Ярыш
- 220 км: Курсак (60 км)
- 231 км: Аврюз
- 248 км: Елга
- 293 км: Мияки
- 297 км: Карамала
- 307 км: Гайны
- 309 км: Курбаны
- 323 км: Менеуз (60 км)
- 332 км: Агумбуляк
- 337 км: Белакайелга
- 342 км: Серяш
- 354 км: Курмазы
- 363 км: Уязы (82 км)
- 378 км: Елбулак
- 378 км: Тюртюк
- 390 км: Чакмагуш
- 407 км: Садак (74 км)
- 430 км: Кормяжка
- 440 км: Уюлга
- 443 км: Купырка
- 445 км: Кормяжка
- 455 км: Бакалка
- 457 км: Тиманка
- 465 км: Тятер (91 км)
- 487 км: Шатратау
- 496 км: Большой Изяк (58 км)
- 509 км: Сухая Дёма

## Устье реки
Нынешнее устье реки — искусственное. Выше по течению Белой оно было перенесено в конце XIX века при строительстве Бельского железнодорожного моста. Русло «спрямили» так, чтобы оно не пересекало железнодорожный путь. Это избавило от строительства дополнительного моста через Дёму.
Старое устье находилось несколько ниже (6—7 км от железнодорожного моста) по течению Белой, рядом с Затоном (неподалёку от деревни Романовка, что стоит на широкой Бельской старице, образующей остров Козарез, в районе Нижегородки). На месте старого русла образовался ряд озёр.

1 — река Белая, 2 — река Уфа, 3 — река Дёма, 3А — Старое русло Дёмы, 4 — река Сутолока, 5 — река Шугуровка. В конце XIX века русло Дёмы изменили с 3A на 3.
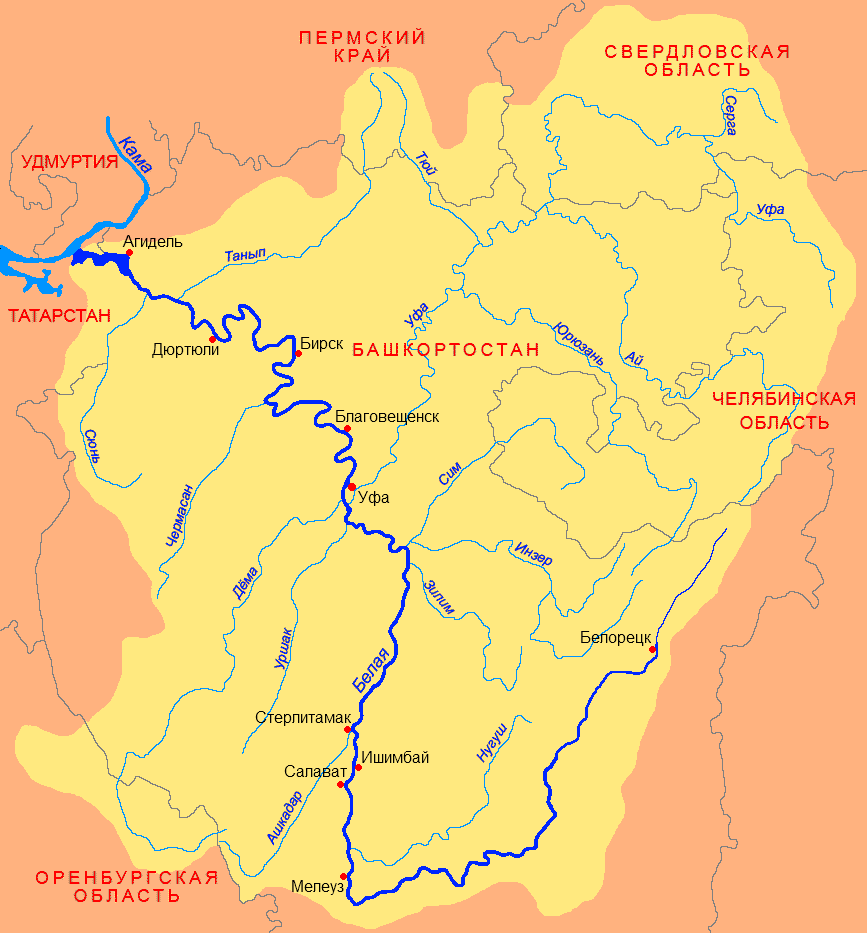
Бассейн Белой

## Этимология
По предположению А. А. Камалова, название реки возникло от башкирского Дим — «омут», «глубокое место в реке». Другое название реки Кук-идель (баш. Күгиҙел), дословно означающее «синяя (небесная) река» — редко встречающееся название из ряда гидронимов (потамонимов), образующихся по схеме «цвет + река», как например, другие реки Башкортостана: Агидель — «белая река» и Караидель — «чёрная река».

## В литературе
В автобиографической книге С. Т. Аксакова «Детские годы Багрова-внука» описывается первое уженье рыбы главным героем в конце XVIII века:
Величавая, полноводная Дёма, не широкая, не слишком быстрая, с какою-то необыкновенною красотою, тихо и плавно, наравне с берегами, расстилалась передо мной. Мелкая и крупная рыба металась беспрестанно. Сердце так и стучало у меня в груди, и я вздрагивал при каждом всплеске воды, когда щука или жерех выскакивали на поверхность, гоняясь за мелкой рыбкой.